# Gary Flandro
Gary Arnold Flandro (Salt Lake City, 30 marzo 1934) è un ingegnere aerospaziale statunitense.

## Biografia
Gary Flandro ha conseguito il Bachelor of Science in ingegneria meccanica presso l'Università dello Utah nel 1957, un master in aeronautica nel 1960 e il dottorato nel 1967, entrambi presso il California Institute of Technology (Caltech).
Durante l'estate del 1965, a Flandro, allora al Jet Propulsion Laboratory (JPL), fu assegnato il compito di studiare nuove traiettorie per l'esplorazione dei pianeti del sistema solare esterno. Nel suo studio scoprì un raro allineamento tra i pianeti esterni (che si verifica una volta ogni 175 anni), che avrebbe permesso ad un'unica sonda spaziale lanciata alla fine degli anni settanta verso Giove di sorvolare anche Saturno, Urano e Nettuno, utilizzando la spinta gravitazione ricevuta da ciascun pianeta per raggiungere il successivo e riducendo contestualmente il tempo di crociera dai quarant'anni necessari per raggiungere altrimenti Nettuno a circa 10 anni. Lo studio originò una proposta di missione della NASA denominata Planetary Grand Tour e, successivamente alla sua cancellazione per questioni di bilancio, le missioni Voyager 1 e Voyager 2. Delle due, la seconda sfruttò la traiettoria interplanetaria studiata da Flandro per portare avanti il "Grand Tour" del sistema solare esterno.
In riconoscimento della sua scoperta, Flandro ricevette nel 1972 il premio Golovine della British Interplanetary Society (su segnalazione del direttore del JPL, William Hayward Pickering) e l'Exceptional Achievement Medal dalla NASA nel 1998 con la citazione:
Lo studio di Flandro ha avuto un impatto determinante anche nella programmazione dell'esplorazione di Plutone, avendo calcolato sotto quali condizioni un sorvolo di Giove avrebbe permesso di raggiungere quello che allora era considerato il nono pianeta del sistema solare.
La sua ricerca negli anni seguenti si è concentrata sullo studio degli endoreattori e, in particolare, dell'instabilità della combustione in quelli a propellente solido. Impiegato presso l'University of Tennessee Space Institute (UTSI), dal 1991 tiene la cattedra di eccellenza intitolata a Edward J. e Carolyn P. Boling.
È autore o coautore di 54 articoli scientifici, quattro libri e due capitoli di libro ed alcune monografie edite dal Georgia Institute of Technology. Nel 2008 è stato nominato Fellow (membro) della American Institute of Aeronautics and Astronautics (AIAA).

## Opere
- Combustion Instability in Solid Propellant Rockets, con Edward W. Price (1987)
- Introduction to Aerodynamics, con Howard McMahon (1998)
- Basic Aerodynamics: Incompressible Flow, con Howard McMahon e Robert L. Roach (2011)